# نرت (شهر)
نرت (به فرانسوی: Néret) یک کمون در فرانسه است که در اندر واقع شده‌است. نرت ۱۹٫۰۵ کیلومتر مربع مساحت و ۲۱۳ نفر جمعیت دارد و ۲۳۰ متر بالاتر از سطح دریا واقع شده‌است.